# Kallakudi
Kallakudi é uma panchayat (vila) no distrito de Tiruchirappalli, no estado indiano de Tamil Nadu.

## Demografia
Segundo o censo de 2001,  Kallakudi  tinha uma população de 11,625 habitantes. Os indivíduos do sexo masculino constituem 50% da população e os do sexo feminino 50%. Kallakudi tem uma taxa de literacia de 83%, superior à média nacional de 59.5%: a literacia no sexo masculino é de 86% e no sexo feminino é de 80%. Em Kallakudi, 11% da população está abaixo dos 6 anos de idade.